# (21547) Kottapalli
(21547) Kottapalli est un astéroïde de la ceinture principale d'astéroïdes.

## Description
(21547) Kottapalli est un astéroïde de la ceinture principale d'astéroïdes. Il fut découvert le 17 août 1998 à Socorro (Nouveau-Mexique) par le projet LINEAR. Il présente une orbite caractérisée par un demi-grand axe de 3,17 UA, une excentricité de 0,14 et une inclinaison de 0,3° par rapport à l'écliptique.

## Compléments